# Kaiji Kawaguchi
Pour les articles homonymes, voir Kawaguchi (homonymie).
かわぐち かいじ
Œuvres principales
Première œuvre : Yoru ga aketara
Autres ouvrages :
- Actor
- Chinmoku no kantai
- Eagle
- Life
- Spirit of the Sun
- Zipang

Kaiji Kawaguchi (かわぐち かいじ, Kawaguchi Kaiji) est un mangaka japonais né le 27 juillet 1948  à Onomichi dans la préfecture de Hiroshima.

## Biographie
Kaiji Kawaguchi (川口 開治, Kawaguchi Kaiji) nait le 27 juillet 1948 à Onomichi. Il fait ses débuts en 1968 avec Yoru ga aketara (夜が明けたら, lit. « le soir se lève »).
L'auteur est connu pour ses œuvres dont les thèmes analysent la situation du pays sur fond de guerre et de tensions politiques internationales

## Œuvres
- Gunka no Hibiki (1975-76), histoire de Ryō Hanmura
- Terror no Keifu (1975)
- Pro: Mahjong-kai no Hikari to Kage (1981-84)
- Iki ni Kanzu (1983), histoire de Yūjirō Yoshida
- Hard & Loose (1983-87), histoire de Caribu Marley
- Kiba-Ken (1984-85), histoire de Fumio Azuma
- Actor (アクター?), (1985-1988, Morning)
- Ai Monogatari (1987-89)
- Chinmoku no kantai (1988-96)
- Medusa (1990-94)
- Mosaren Bugi (1991-92)
- Shisetsu Tantei Akai Kiba (1991), histoire de Azusa Katsume
- Gokudou Shippuden: Bakudan (1992)
- Tantei Hammer (1992)
- Yellow (1995), histoire de Shinji Miyazaki
- Cocoro (1997)
- Araragi Tokkyu (1997)
- Eagle: The Making of an Asian-American President (en) (1997-2001)
- Ruri no kamikaze (1998)
- Bullet & Beast (1998-99)
- Confession (1998), histoire de Nobuyuki Fukumoto
- Seizon Life (2000), histoire de Nobuyuki Fukumoto
- The Battery (2001)
- Kuroi Taiyō (2001)
- Zipang (2000-2009, Morning)
- Spirit of the Sun (太陽の黙示録, Taiyō no mokushiroku?) (2002-2008, Big Comic)
- Kousetsu Mahjong Shinsengumi (2006 - 07)
- Ginrō ni Kodoku wo Mita (2007), histoire de Saho Sasazawa (en)
- Hyōma no Hata (2011-2014)
- Boku wa Beatles (2011-2012), histoire de Tetsuo Fujii
- Rijin no Fushigi na Yakyū (Jo) (2012)
- Zipang - Shinsō kairyū (ジパング 深蒼海流?) (2012 - en cours)
- Burai-hen (2013)
- Kūbo Ibuki (2014-2019, Big Comic)
- Kūbo Ibuki Great Game (2019-en cours, Big Comic)

## Récompenses
L'auteur obtient le Prix du manga Kōdansha à trois reprises : en 1987 pour Actor, en 1990 pour Chinmoku no kantai et en 2002 pour Zipang.
Spirit of the Sun a obtenu le 51e prix Shōgakukan en 2006.